# كايل فولر
كايل فولر (بالإنجليزية: Kyle Fowler)‏ هو سائق سباق أمريكي، ولد في 7 يونيو 1992 في سميرنا في الولايات المتحدة.

## وصلات خارجية
- الموقع الرسمي
- كايل فولر على موقع Racing-Reference.info (الإنجليزية)